# Unaí Esporte Clube
L'Unaí Esporte Clube, meglio noto come Unaí, e in passato come Paracatu e Unaí Itapuã, è una società calcistica brasiliana con sede nella città di Unaí, nello stato del Minas Gerais. Nonostante il club abbia la sua sede nello stato del Minas Gerais, partecipa al Campionato Brasiliense, a causa della sua vicinanza alla città di Brasilia.

## Storia

### Unaí Esporte Clube
L'Unaí Esporte Clube fu fondato il 5 giugno 1966 e il suo primo presidente fu Gasparino Leão do Amaral. Il club partecipava ai vari campionati amatoriali della regione.
L'Estádio Rio Preto fu costruito sotto la gestione del presidente José Maria Cornélio.
Nel 1993, sotto la gestione del presidente Pedro Olímpio, l'Unai Esporte Clube, assunse lo status di professionistico e si affiliò alla Federação Mineira de Futebol, vincendo la seconda divisione del Campionato Mineiro dopo aver battuto il Guarani de Divinópolis allo stadio Farião, venendo di conseguenza promosso nel módulo II del Campionato Mineiro.
Disputò la seconda divisione del Campionato Brasiliense dal 1997 al 2002, quando fu vice-campione e ottenne l'accesso alla massima divisione statale per la prima volta, sotto la gestione del capitano Elias Andrade alla sua prima stagione come presidente del clube.
Disputò la prima divisione del Campionato Brasiliense dal 2003 al 2008, quando fu retrocesso.
Tornò a utilizzare il nome Unaí Esporte Clube nel 2008.
Nel 2012 il club vinse il titolo della seconda divisione del Campeonato Brasiliense, e ritornò nella massima divisione statale.

### Sociedade Esportiva Unaí Itapuã - fusione con l'Itapuã
Nel 1997 un gruppo di soci del Clube Itapuã fondò la Sociedade Esportiva Itapuã, che si affiliò alla Federação Brasiliense de Futebol.
Nel 2002 la Sociedade Esportiva Itapuã e l'Unaí Esporte Clube si fusero, e il club risultante dalla fusione prese il nome di Sociedade Esportiva Unaí Itapuã.
La fusione durò fino al 2008, quando la squadra tornò ad utilizzare il nome antico, nel frattempo l'Itapuã fallì.

### Paracatu Futebol Clube
A causa di difficoltà finanziarie, con la totale mancanza di sostegno del potere pubblico di Unaí, ha fatto sì che la direzione del club accettasse un accordo con i politici di Paracatu per trasferirsi là.
Questo fatto avvenne nell'ottobre 2013, quando il suo presidente, Elias Andrade, ufficializzò la richiesta di trasferimento e la squadra cambiò nome in Paracatu Futebol Clube.
Nel 2014, nonostante la modifica del nome in Paracatu, la squadra ha disputato il campionato ancora come Unaí.

## Palmarès

### Competizioni statali
- Campeonato Brasiliense Segunda Divisão: 1

2012